# رافاييل ألفيس باستوس
رافاييل ألفيس باستوس (17 مارس 1982 في البرازيل - ) هو لاعب كرة قدم برازيلي في مركز الهجوم. لعب مع برسيب باندونغ ونادي أمريكا وEsporte Clube Tigres do Brasil ‏.

## وصلات خارجية
- رافاييل ألفيس باستوس على موقع Soccerway.com (الإنجليزية)